# Altice Europe
Altice Europe (comúnmente conocida como Altice) es una empresa multinacional de telecomunicaciones con sede en Países Bajos, fundada y dirigida por el multimillonario Patrick Drahi.
Tiene una capitalización de mercado de €13,7 mil millones (US$16,29 mil millones), a partir de diciembre de 2017. A partir de 2016, la compañía tiene más de 50 millones de clientes de internet, televisión y teléfono en Europa Occidental, EE. UU., Israel y el Caribe.

## Historia
Altice compró varios operadores regionales de televisión por cable en Francia desde 2002 hasta 2007, fusionándolos con la marca Numericable.
En 2009, Patrick Drahi aumentó su participación en Hot, un operador de televisión por cable en Israel. Drahi completó la adquisición en 2011 y ofreció comprar las acciones restantes en 2012.
En noviembre de 2013, Orange anunció que estaba vendiendo Orange Dominicana a Altice por $1.4 mil millones.
En marzo de 2014, adquirió SFR, la segunda compañía de servicios de telefonía móvil e Internet más grande de Francia, de Vivendi.
En noviembre de 2014, el regulador de la competencia de Francia aprobó un acuerdo para que Numericable adquieriera Virgin Mobile France por €325 millones.
En mayo de 2015, Altice adquirió una participación controladora del 70% en Suddenlink Communications, que valoraba a la séptima compañía de cable más grande de EE. UU. Con US$9,1 mil millones. El otro 30% continúa siendo propiedad de BC Partners y CPP Investment Board.
En mayo de 2015, se dijo que Altice lanzaría una oferta por Time Warner Cable, que tiene una capitalización de mercado de US$45 mil millones, luego de una oferta fallida de Comcast. En su lugar, fue adquirido por Charter Communications.
En junio de 2015, Altice adquirió Portugal Telecom y vendió Cabovisão a Apax Francia.
En junio de 2015, se informó que Altice había ofrecido €10 mil millones para Bouygues Telecom, la tercera compañía de telecomunicaciones más grande de Francia. La junta de Bouygues se negó y, a partir de marzo de 2016, está considerando fusionarse con Orange.
El 17 de septiembre de 2015, se anunció que Altice adquiriría Cablevision, un proveedor de cable con sede en Long Island, Nueva York, por US$17.7 mil millones, incluida la deuda.
En octubre de 2015, se anunció que el respaldo de la compra de Cablevision por parte de Altice era la firma de capital privado BC Partners y CPPIB.
En diciembre de 2016, Altice anunció su acuerdo para vender SFR Belux a Telenet por €400 millones.
En marzo de 2017, Altice adquirió la firma de tecnología de video y publicidad Teads por US$307 millones.
En mayo de 2017, Altice dio a conocer un nuevo logotipo y eslogan, "Together Has No Limits", y anunció que unificaría todas sus participaciones de telecomunicaciones bajo la singular marca Altice para mediados de 2018.
En junio de 2021, anunció la compra de un 12% de las acciones de BT Group convirtiéndose en el principal accionista del grupo británico.